# Садоводский сельсовет
Садово́дский сельсовет — упразднённые административно-территориальная единица и муниципальное образование со статусом сельского поселения в составе Макушинского района Курганской области России в связи с преобразованием района в Макушинский муниципальный округ.  
Административный центр — село Садовод.

## История
В соответствии с Законом Курганской области от 6 июля 2004 года № 419 сельсовет наделён статусом сельского поселения.

## Население
| 1989 | 2002 | 2010 | 2012 | 2013 | 2014 | 2015 |
| ---- | ---- | ---- | ---- | ---- | ---- | ---- |
| 788  | ↗810 | ↘678 | ↘671 | ↘652 | ↘615 | ↘604 |
| 2016 | 2017 | 2018 | 2019 | 2020 |      |      |
| ↘595 | ↘558 | ↘529 | ↘510 | ↘496 |      |      |

## Состав сельского поселения
| № | Населённый пункт | Тип населённого пункта       | Население |
| - | ---------------- | ---------------------------- | --------- |
| 1 | Журавлёвка       | деревня                      | ↘225      |
| 2 | Садовод          | село, административный центр | ↘321      |
| 3 | Ясные Зори       | деревня                      | ↘132      |